# Hughson
Hughson é uma cidade localizada no estado americano da Califórnia, no condado de Stanislaus. Foi incorporada em 9 de dezembro de 1972.

## Geografia
De acordo com o United States Census Bureau, a cidade tem uma área de 4,7 km², onde todos os 4,7 km² estão cobertos por terra.

### Localidades na vizinhança
O diagrama seguinte representa as localidades num raio de 16 km ao redor de Hughson.

## Demografia
Segundo o censo nacional de 2010, a sua população é de 6 640 habitantes e sua densidade populacional é de 1 408,64 hab/km². É a cidade menos populosa do condado de Stanislaus. Possui 2 234 residências, que resulta em uma densidade de 473,93 residências/km².